# Gran Premio d'Austria 1997
Il Gran Premio d'Austria 1997 fu il quattordicesimo appuntamento della stagione di Formula 1 1997. Disputatosi il 21 settembre sull'A1-Ring, ha visto la vittoria di Jacques Villeneuve su Williams, seguito da David Coulthard e da Heinz-Harald Frentzen.

## Prima della gara
- Alexander Wurz è promosso come pilota ufficiale Benetton al fianco di Fisichella per la stagione successiva.
- Invece il campione del mondo in carica Damon Hill correrà la prossima stagione alla Jordan grazie all'incremento di budget dello sponsor Benson & Hedges.
- Jean Alesi, invece correrà nella stagione successiva a fianco di Herbert alla Sauber
- Invece Mika Salo, grazie alla sponsorizzazione personale della Nokia, approda alla Arrows.
- Il pilota di casa Gerhard Berger annuncia di volersi ritirare dalla Formula 1, dopo 14 stagioni con varie scuderie tra cui la Ferrari.

## Qualifiche

### Resoconto
Sul rinnovato circuito di Zeltweg, chiamato adesso A1 Ring, Villeneuve ottiene la sua ottava pole position stagionale davanti all'ennesima prestazione buona in qualifica di Häkkinen; terzo è Trulli, aiutato dalla competitività, sul tracciato austriaco, delle gomme Bridgestone. Seguono Frentzen, Barrichello, Magnussen e Hill, gli ultimi tre equipaggiati con gli pneumatici giapponesi. Piuttosto in difficoltà le Ferrari, con Irvine ottavo davanti a Michael Schumacher. Infine Marques viene escluso dal Gran Premio dopo che la sua Minardi era stata trovata sottopeso.

### Risultati
| Pos | Nº | Pilota                | Costruttore       | Pneumatici | Tempo    | Distacco |
| --- | -- | --------------------- | ----------------- | ---------- | -------- | -------- |
| 1   | 3  | Jacques Villeneuve    | Williams-Renault  | G          | 1'10"304 |          |
| 2   | 9  | Mika Häkkinen         | McLaren-Mercedes  | G          | 1'10"398 | +0"094   |
| 3   | 14 | Jarno Trulli          | Prost-Mugen-Honda | B          | 1'10"511 | +0"207   |
| 4   | 4  | Heinz-Harald Frentzen | Williams-Renault  | G          | 1'10"670 | +0"366   |
| 5   | 22 | Rubens Barrichello    | Stewart-Ford      | B          | 1'10"700 | +0"396   |
| 6   | 23 | Jan Magnussen         | Stewart-Ford      | B          | 1'10"893 | +0"589   |
| 7   | 1  | Damon Hill            | Arrows-Yamaha     | B          | 1'11"025 | +0"721   |
| 8   | 6  | Eddie Irvine          | Ferrari           | G          | 1'11"051 | +0"747   |
| 9   | 5  | Michael Schumacher    | Ferrari           | G          | 1'11"056 | +0"752   |
| 10  | 10 | David Coulthard       | McLaren-Mercedes  | G          | 1'11"076 | +0"772   |
| 11  | 11 | Ralf Schumacher       | Jordan-Peugeot    | G          | 1'11"186 | +0"882   |
| 12  | 16 | Johnny Herbert        | Sauber-Petronas   | G          | 1'11"210 | +0"906   |
| 13  | 17 | Gianni Morbidelli     | Sauber-Petronas   | G          | 1'11"261 | +0"957   |
| 14  | 12 | Giancarlo Fisichella  | Jordan-Peugeot    | G          | 1'11"299 | +0"995   |
| 15  | 7  | Jean Alesi            | Benetton-Renault  | G          | 1'11"382 | +1"078   |
| 16  | 15 | Shinji Nakano         | Prost-Mugen-Honda | B          | 1'11"596 | +1"292   |
| 17  | 2  | Pedro Diniz           | Arrows-Yamaha     | B          | 1'11"615 | +1"311   |
| 18  | 8  | Gerhard Berger        | Benetton-Renault  | G          | 1'11"620 | +1"316   |
| 19  | 20 | Ukyo Katayama         | Minardi-Hart      | B          | 1'12"036 | +1"732   |
| 20  | 18 | Jos Verstappen        | Tyrrell-Ford      | G          | 1'12"230 | +1"926   |
| 21  | 19 | Mika Salo             | Tyrrell-Ford      | G          | 1'14"246 | +3"942   |
| SQ  | 21 | Tarso Marques         | Minardi-Hart      | B          |          |          |

## Gara

### Resoconto
A causa di un problema durante il giro di formazione, Berger è costretto a prendere il via dall'ultima posizione. Alla partenza scatta molto bene Häkkinen, che conquista la prima posizione; Jacques Villeneuve, parte malissimo e viene superato da Trulli e Rubens Barrichello. Il pilota abruzzese conquista la testa della corsa già nel corso del primo passaggio, quando Häkkinen deve ritirarsi a causa dell'ennesima rottura del motore Mercedes che dimostra ancora una volta i limiti tecnici del propulsore del costruttore tedesco. Il pilota della Prost è seguito da Barrichello, Villeneuve, Magnussen, Frentzen, Michael Schumacher, Coulthard, Hill e Ralf Schumacher.
Mentre Trulli aumenta il vantaggio girando più veloce di tutti, Irvine arriva lungo e viene passato da Alesi e Fisichella. Al 17º giro Trulli guida con 6"3 di vantaggio su Barrichello e Villeneuve, segue Magnussen a 16" poi un gruppetto di cinque piloti molto vicini tra loro. Dopo vari tentativi, al 24º giro Villeneuve conquista la seconda piazza su Barrichello.
Liberatosi del brasiliano il pilota della Williams si mette a caccia di Trulli stabilendo il giro più veloce; nel frattempo Irvine, sempre più in crisi, viene passato da Diniz e Morbidelli.
Cominciano i rifornimenti: i primi a fermarsi sono i due piloti della Stewart. Al 38º giro Irvine cerca di ripassare Alesi; la manovra pare riuscire, ma il pilota francese chiude la traiettoria e i due vengono a contatto, dovendosi poi ritirare. Arrivando nel luogo dell'impatto, Michael Schumacher non vede le bandiere gialle ed infila Frentzen. La manovra viene punita con uno stop & go ed il tedesco, che era riuscito a recuperare diverse posizioni, si dovrà nuovamente fermare. Al 40º passaggio Villeneuve, dopo aver effettuato il proprio rifornimento, torna in pista al comando davanti a Trulli, Fisichella (partito per un solo pit stop), Michael Schumacher, Barrichello, Magnussen, Coulthard, Frentzen e Ralf Schumacher. Mentre rifornisce anche Fisichella, Schumacher sconta la sua penalità, ripartendo al nono posto. Le Stewart usurano troppo le gomme e si devono fermare nuovamente ai box. Coulthard, che è nettamente più veloce dei battistrada, è ormai in scia a Trulli.
Nel corso della 57ª tornata, sulla Prost di Nakano cede il motore; circa 40 secondi dopo, anche Trulli è costretto al ritiro con il propulsore in fumo. Anche il motore Ford della Stewart di Magnussen cede quasi in contemporanea. Villeneuve continua a condurre davanti a Coulthard, Frentzen e Fisichella; più indietro comincia un aspro duello fra Ralf Schumacher, Hill, Barrichello e Michael Schumacher per le posizioni dalla quinta in poi. Al 66º giro, cercando di resistere a Schumacher, Barrichello esce di strada, ritirandosi; il ferrarista conquista poi l'ultimo punto disponibile superando Hill nel corso dell'ultimo giro. Villeneuve ottiene la sua sesta vittoria stagionale davanti a Coulthard, Frentzen, Fisichella, Ralf e Michael Schumacher; il pilota canadese riapre la lotta per il Titolo Mondiale, portandosi a solo un punto di distacco dal tedesco della Ferrari. Nel Campionato Costruttori, invece, la Williams sale in prima posizione, con ben dodici punti di vantaggio sulla Ferrari.

### Risultati
| Pos | Nº | Pilota                | Costruttore       | Pneumatici | Giri | Tempo/Ritiro            | Griglia | Punti |
| --- | -- | --------------------- | ----------------- | ---------- | ---- | ----------------------- | ------- | ----- |
| 1   | 3  | Jacques Villeneuve    | Williams-Renault  | G          | 71   | 1h 27'35"999            | 1       | 10    |
| 2   | 10 | David Coulthard       | McLaren-Mercedes  | G          | 71   | +2"909                  | 10      | 6     |
| 3   | 4  | Heinz-Harald Frentzen | Williams-Renault  | G          | 71   | +3"962                  | 4       | 4     |
| 4   | 12 | Giancarlo Fisichella  | Jordan-Peugeot    | G          | 71   | +12"127                 | 14      | 3     |
| 5   | 11 | Ralf Schumacher       | Jordan-Peugeot    | G          | 71   | +31"859                 | 11      | 2     |
| 6   | 5  | Michael Schumacher    | Ferrari           | G          | 71   | +33"410                 | 9       | 1     |
| 7   | 1  | Damon Hill            | Arrows-Yamaha     | B          | 71   | +37"207                 | 7       |       |
| 8   | 16 | Johnny Herbert        | Sauber-Petronas   | G          | 71   | +49"057                 | 12      |       |
| 9   | 17 | Gianni Morbidelli     | Sauber-Petronas   | G          | 71   | +1'06"455               | 13      |       |
| 10  | 8  | Gerhard Berger        | Benetton-Renault  | G          | 70   | +1 giro                 | 18      |       |
| 11  | 20 | Ukyo Katayama         | Minardi-Hart      | B          | 69   | +2 giri                 | 19      |       |
| 12  | 18 | Jos Verstappen        | Tyrrell-Ford      | G          | 69   | +2 giri                 | 20      |       |
| 13  | 2  | Pedro Diniz           | Arrows-Yamaha     | B          | 67   | Sospensione             | 17      |       |
| 14  | 22 | Rubens Barrichello    | Stewart-Ford      | B          | 64   | Uscita di pista         | 5       |       |
| Rit | 14 | Jarno Trulli          | Prost-Mugen-Honda | B          | 58   | Motore                  | 3       |       |
| Rit | 23 | Jan Magnussen         | Stewart-Ford      | B          | 58   | Motore                  | 6       |       |
| Rit | 15 | Shinji Nakano         | Prost-Mugen-Honda | B          | 57   | Motore                  | 16      |       |
| Rit | 19 | Mika Salo             | Tyrrell-Ford      | G          | 48   | Cambio                  | 21      |       |
| Rit | 6  | Eddie Irvine          | Ferrari           | G          | 38   | Collisione con J.Alesi  | 8       |       |
| Rit | 7  | Jean Alesi            | Benetton-Renault  | G          | 37   | Collisione con E.Irvine | 15      |       |
| Rit | 9  | Mika Häkkinen         | McLaren-Mercedes  | G          | 1    | Motore                  | 2       |       |
| ES  | 21 | Tarso Marques         | Minardi-Hart      | B          |      | squalificato            |         |       |

## Classifiche

### Piloti
| Pos. | Pilota                | Punti |
| ---- | --------------------- | ----- |
| 1    | Michael Schumacher    | 68    |
| 2    | Jacques Villeneuve    | 67    |
| 3    | Heinz-Harald Frentzen | 31    |
| 4    | David Coulthard       | 30    |
| 5    | Jean Alesi            | 28    |
| 6    | Gerhard Berger        | 21    |
| 7    | Giancarlo Fisichella  | 20    |
| 8    | Eddie Irvine          | 18    |
| 9    | Olivier Panis         | 15    |
| 10   | Mika Häkkinen         | 14    |
| 10   | Johnny Herbert        | 14    |
| 12   | Ralf Schumacher       | 13    |
| 13   | Damon Hill            | 7     |
| 14   | Rubens Barrichello    | 6     |
| 15   | Alexander Wurz        | 4     |
| 16   | Jarno Trulli          | 3     |
| 17   | Mika Salo             | 2     |
| 17   | Shinji Nakano         | 2     |
| 19   | Nicola Larini         | 1     |

### Costruttori
| Pos. | Team              | Punti |
| ---- | ----------------- | ----- |
| 1    | Williams-Renault  | 98    |
| 2    | Ferrari           | 86    |
| 3    | Benetton-Renault  | 53    |
| 4    | McLaren-Mercedes  | 44    |
| 5    | Jordan-Peugeot    | 33    |
| 6    | Prost-Mugen-Honda | 20    |
| 7    | Sauber-Petronas   | 15    |
| 8    | Arrows-Yamaha     | 7     |
| 9    | Stewart-Ford      | 6     |
| 10   | Tyrrell-Ford      | 2     |